# جاك غليزينسكي
جاك غليزينسكي (27 سبتمبر 1944 في سانت إتيان) (بالإنجليزية: Jacques Glyczinski)‏ لاعب كرة قدم فرنسي معتزل كان يجيد اللعب في خط الدفاع . ساهم في تتويج نادي ليون ببطولة كأس فرنسا موسم 1966-1967 .